# تقويض القدرات الدفاعية (ألمانيا النازية)

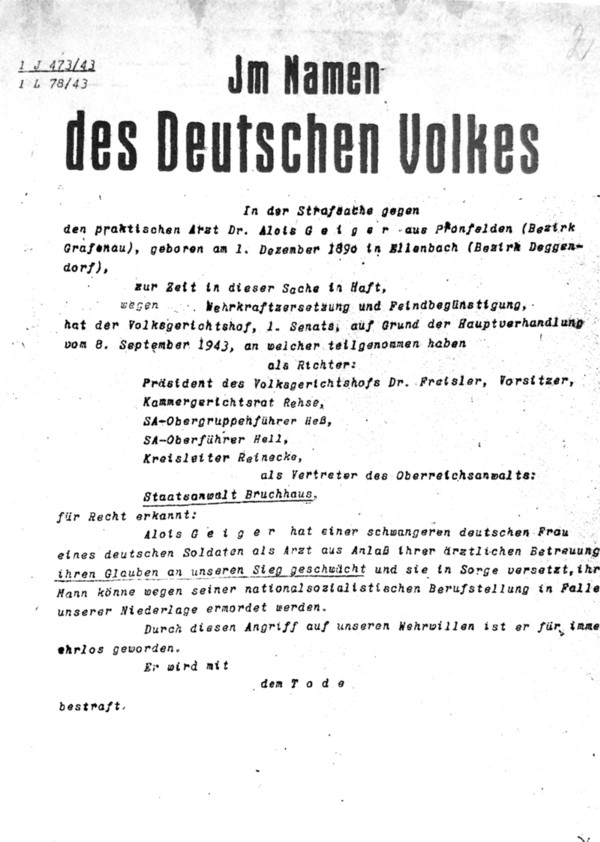
Wehrkraftzersetzung حكم بالإعدام صادر عن محكمة الشعب في 8 سبتمبر 1943 ضد الطبيب الويس جيجر بسبب الانهزامية.

تقويض الروح المعنوية العسكرية Wehrkraftzersetzung الفيركرافتتيرسيتزونغ أو Zersetzung der Wehrkraft (ألماني لـ «تقويض الروح المعنوية العسكرية») جريمة في القانون العسكري الألماني خلال عهد ألمانيا النازية من 1938 إلى 1945.
صدر قانون Wehrkraftzersetzung في عام 1938 بموجب مرسوم عندما اقتربت ألمانيا من الحرب العالمية الثانية لقمع الانتقادات للحزب النازي وقيادة الفيرماخت في الجيش، وفي عام 1939، صدر مرسوم ثان بتوسيع القانون ليشمل المدنيين.  قام Wehrkraftzersetzung بتوحيد وإعادة تحديد الفقرات الموجودة بالفعل في قانون العقوبات العسكري لمعاقبة الأفعال «المثيرة للفتنة» مثل معارضة الخدمة العسكرية، والتصريحات الانهزامية، وتشويه الذات، واستجواب الإندسيج. تمت معاقبة المدان بعقوبة الإعدام، والأحكام القاسية في السجون العسكرية، أو معسكرات الاعتقال، أو Strafbataillons.
تم إلغاء Wehrkraftzersetzung بحكم الواقع في عام 1945 بعد هزيمة ألمانيا النازية، لكن جمهورية ألمانيا الفيدرالية استمرت في استخدام نص من قانون العقوبات. في 25 آب / أغسطس 1998 و 23 تموز / يوليه 2002، بعد نقاش طويل، ألغى البوندستاغ الأحكام الصادرة في الحقبة النازية من نظام العدالة الجنائية الألماني، وأُلغيت جميع الأحكام العسكرية النازية بسبب معارضة الخدمة العسكرية والفرار، وجميع أشكال الفيركرافتتيرسيتزونغ الأخرى باعتبارها غير عادلة.

## علم أصول الكلمات
يمكن ترجمة العبارة الألمانية Wehrkraftzersetzung إلى الإنجليزية بأشكال مختلفة حسب السياق، ومن الصعب ترجمة معانيها المستخدمة من قبل الحزب النازي. يتكون Wehrkraftzersetzung من ثلاثة أجزاء: Wehr تعني «الدفاع» (وهي كلمة تعني كلمة "war" باللغة الإنجليزية)؛ كرافت تعني القوة؛ zersetzung يعني الاضمحلال والتحلل والتفكك، ولكن أيضا التخريب أو الإفساد. [بحاجة لمصدر] يُترجم عادةً سياق Wehrkraftzersetzung، أو Zersetzung der Wehrkraft ، الذي يستخدمه الحزب النازي إلى الإنجليزية على أنه «تقويض القوة العسكرية» أو «تخريب المجهود الحربي» (في إشارة إلى المجهود الحربي القادم)،  «تقويض الروح المعنوية العسكرية»،  و«الفتنة والانهزامية».

## الحواشي
1. ↑  The term is nuanced, making it difficult to translate in a way that clearly conveys its sense. In picking any equivalent word, the translator necessarily leaves out all the others. The word التحلل (نفسية) means "decomposition", "corrosion", "disintegration", "putrefaction", "degradation" or "degrading", but is also used figuratively to mean "subversion" and "disruptiveness". The word Wehrkraft translates verbatim as "military power" or "military strength". See the translation of Zersetzung here. نسخة محفوظة 14 يونيو 2018 على موقع واي باك مشين.
2. ↑  That was a clear case of wrongful judgement. The law as it stood, vague and tyrannical as it was, did not prohibit conscientious objection.